# Villa Chillingworth

Villa Chillingworth, vor 1910

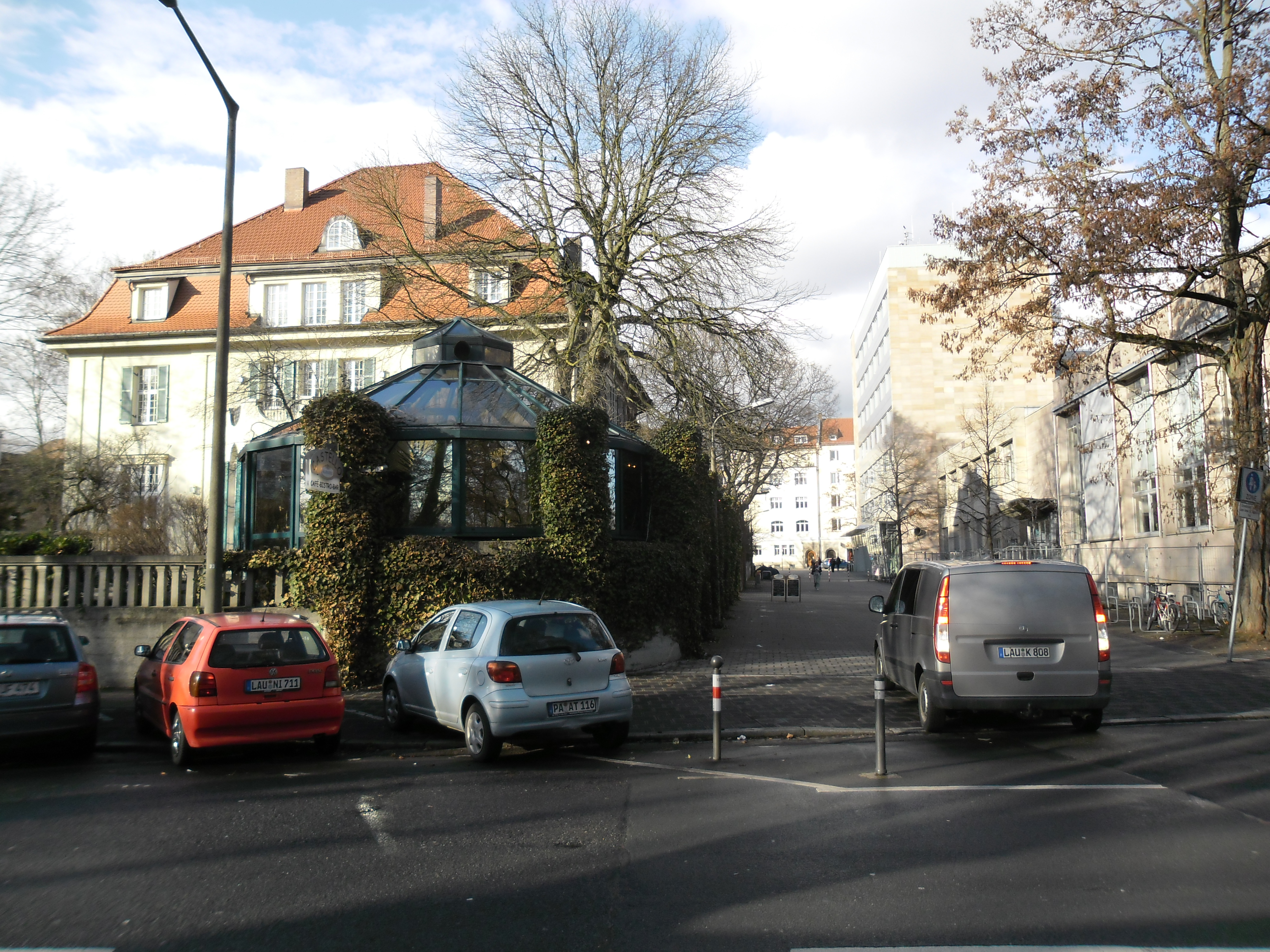
Villa Chillingworth, Zustand 2012

Toilettenzimmer, geschnitzte Füllung des Ankleidespiegels von J. Wackerle

Toilettenzimmer mit Ankleidespiegel und Putztisch

Empfangszimmer, Möbel und Holzteile weiß lackiert, Bezüge blaue Seide mit Stickereien

Die Villa Chillingworth in Nürnberg-Wöhrd, Liebigstraße 3, wurde 1907–1909 für den Nürnberger Unternehmer Rudolf Chillingworth nach Entwürfen des Architekten Paul Ludwig Troost als Wohnhaus erbaut und eingerichtet. Joseph Wackerle stattete das Innere mit Bildhauerarbeiten aus. Die Villa war insbesondere bekannt für die umfangreiche Kunstsammlung ihres Besitzers, die als eine der bedeutendsten privaten Kunstsammlungen ihrer Zeit galt. Das Gebäude steht unter Denkmalschutz.

## Geschichte
Rudolf Chillingworth war ein erfolgreicher Unternehmer, die Press-, Stanz- und Ziehwerke Rudolf Chillingworth AG in Nürnberg befand sich auf dem Gelände Walzwerkstraße 62/68. Das Unternehmen war insbesondere als Zulieferer für den Flugzeugbau erfolgreich und besaß Patente für Vorrichtungen zur Herstellung von Hohlkörpern aus Blech, darunter die beim Flugzeugbau verwendeten Hohlschrauben. Mit seinem Unternehmen zu Wohlstand gekommen, ließ Chillingworth sich die repräsentative Villa errichten.

## Beschreibung
Das Gebäude ist ein zweigeschossiger verputzter Massivbau mit Fassaden in grauem Muschelkalk im Stil des Neoklassizismus. Der Bau trägt ein Mansarddach mit Schleppgauben. Die Fenster schmücken grüne Fensterläden. Den Eingang überkrönt ein tonnengewölbter Säulenportikus. Im Garten steht ein polygonaler, eingeschossiger Pavillonanbau. Das Grundstück hat eine klassizierende Einfriedung mit Pergolen.
Die Haupträume des Erdgeschosses waren ursprünglich Herrenzimmer, Musik- und Teezimmer, Salon und Speisezimmer. Im Herrenzimmer befanden sich Möbel, die sich an der Richard-Riemerschmid-Periode orientierten und aus nordamerikanischem Nussbaumholz bestanden. Das Musikzimmer wurde im Stil des Empire gestaltet, ebenso das benachbarte Teezimmer, das nur durch Pilaster vom Musikzimmer getrennt war. Der Salon im Stil des Empire war in blauer Farbe gestaltet. Die Wände im Speisezimmer waren in kaltrosa Farbe gehalten und ebenfalls im Stil des Empire ausgestattet. Dort befanden sich Möbel aus Mahagoni, die mit geblümtem rot-grün-weißem Gobelinstoff gepolstert waren.
Im ersten Obergeschoss lagen das Frühstückszimmer, das Schlafzimmer sowie das Toilettenzimmer und das Zimmer der Dame des Hauses. Zudem befanden sich dort Kinderzimmer, Schrankzimmer sowie das Badezimmer. Im Zimmer der Dame standen Möbel aus Kirschbaumholz mit weißblauer Wedgwood-Füllung von Josiah Wedgwood & Sons Ltd. Das Damenzimmer war in saftgrün und braun gehalten. Im Toilettenzimmer befand sich ein großer dreiteiliger Spiegel mit einer bekrönenden Schnitzerei von Joseph Wackerle. Die Möbel bestanden aus Mahagoniholz vor einer violetten Wand.

Paul Ludwig Troost: Haus Rudolf Chillingworth in Nürnberg
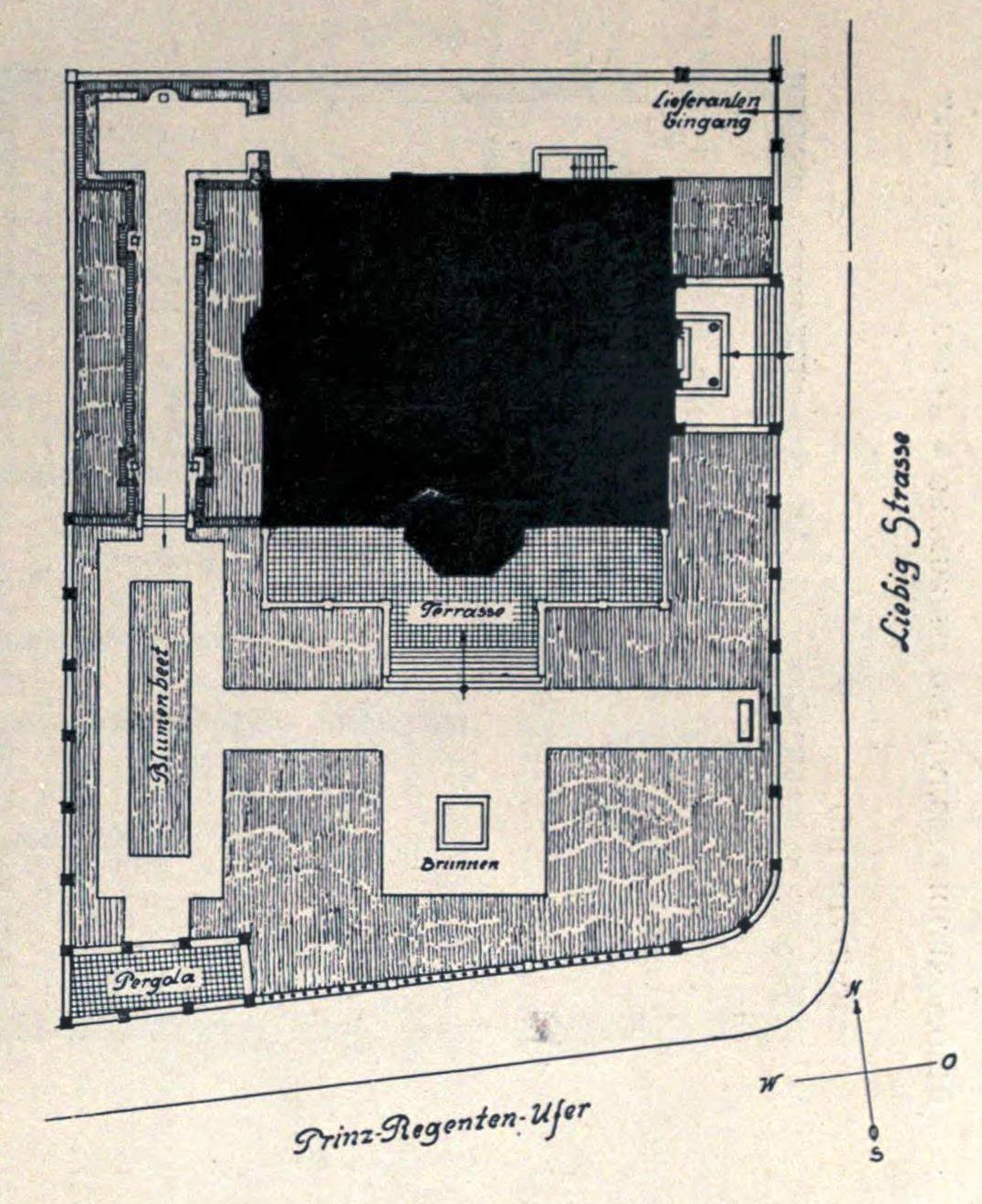
Umriss, Lageplan
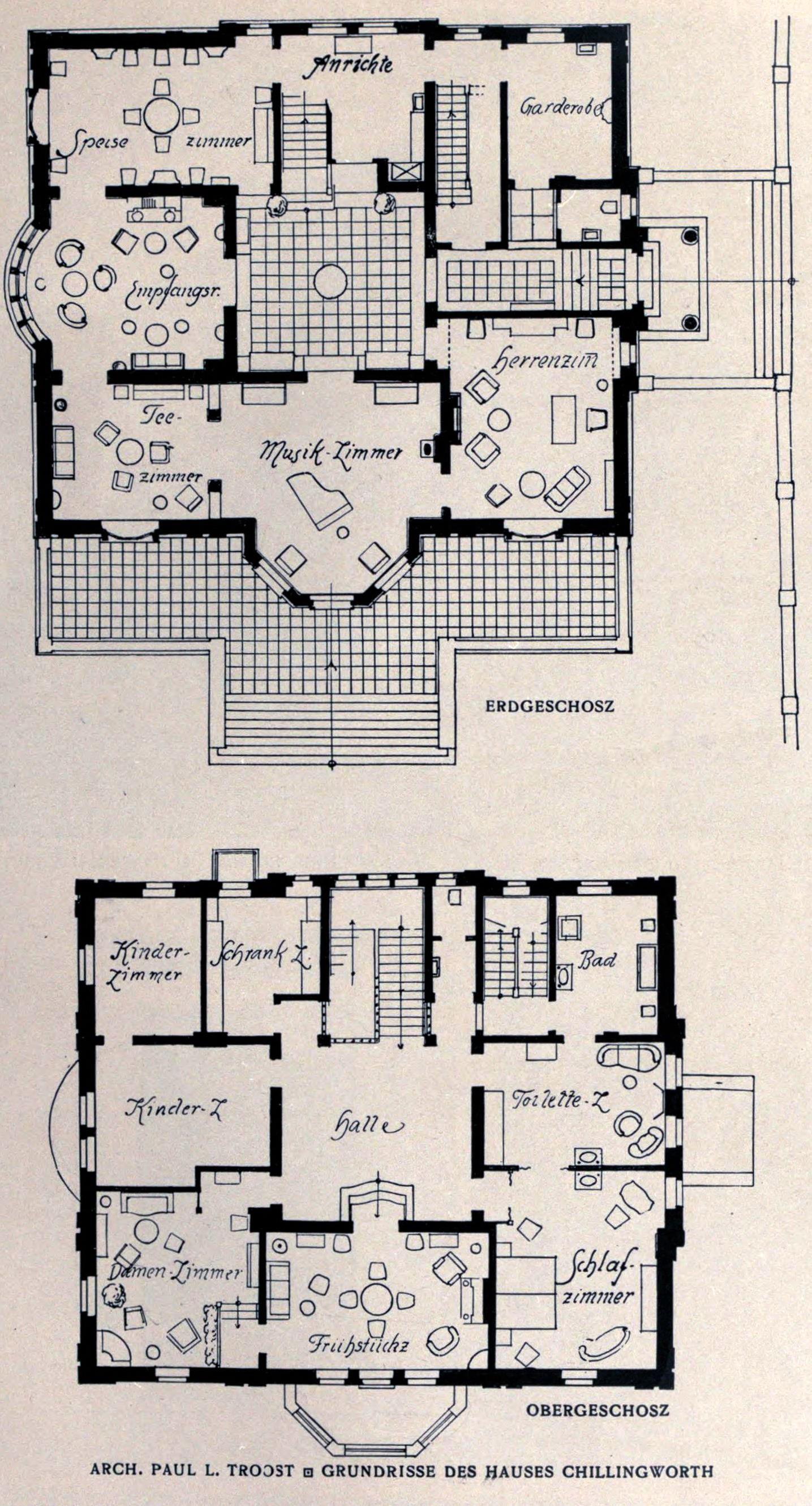
Grundrisse EG + 1. OG

## Sammlung Chillingworth

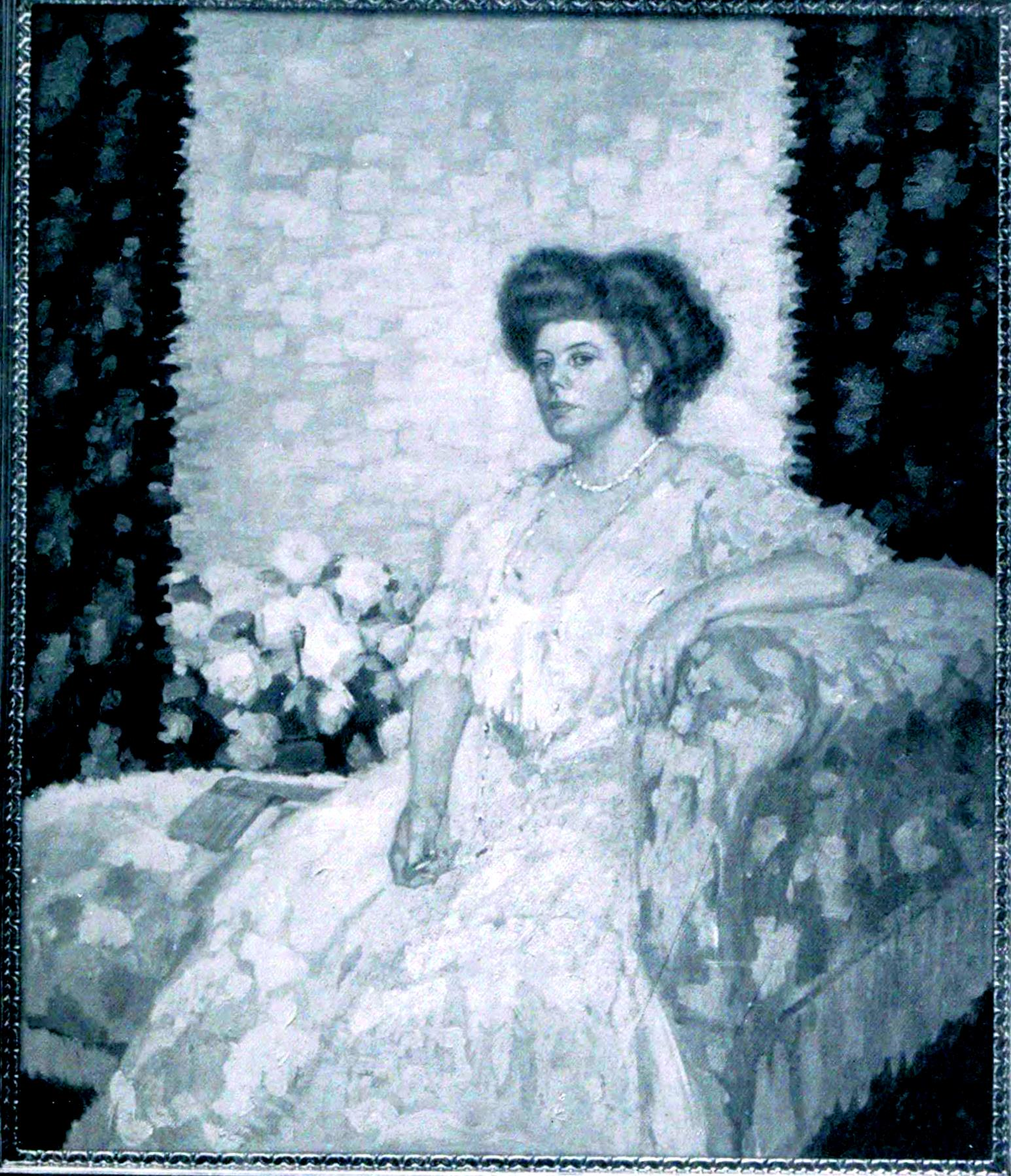
Bildnis Frau Chillingworth von Fritz Erler

Die Kunstsammlung im Haus Chillingworth umfasste zahlreiche bedeutende Gemälde der flämischen, niederländischen, deutschen und italienischen Malerschulen des 13. bis 17. Jahrhunderts, wobei nahezu alle bedeutenden Namen vertreten waren. Gemälde des Meisters von Flémalle, des Meisters von Frankfurt, des Meisters von Meßkirch, der Malerfamilie Breughel, von Joos van Cleve, Peter Paul Rubens, Rembrandt van Rijn, Jan van Scorel, Albrecht Altdorfer, Hans Baldung, Barthel Bruyn, Lucas Cranach d. Ä. und d. J., Hans Holbein, Hans Mielich, Georg Pencz, Bernhard Strigel, Sandro Botticelli, Jacopo Tintoretto und vieler anderer schmückten die Wände. Hinzu kamen Werke, die Chillingworth von dem Maler Fritz Erler anfertigen ließ, darunter ein Porträt von Chillingworths Ehefrau.
Chillingworths Kunstsammlung galt als eine der bedeutendsten ihrer Zeit. Für die Katalogisierung wurde Max J. Friedländer herangezogen, der nachmalige Direktor der Berliner Gemäldegalerie und ausgewiesener Kenner altniederländischer und altdeutscher Tafelmalerei. Die Sammlung wurde 1922 bei der Galerie Fischer in Luzern versteigert. Verkäufe deutscher Sammlungen in der Schweiz waren in der Inflationszeit keine Seltenheit, da der Verkauf gegen Devisen den Werterhalt des Verkaufserlöses sicherte.
Viele Werke aus der Sammlung Chillingworth sind später über weitere Hände in die Sammlungen bedeutender Museen gelangt. Die Ruhende Quellnymphe von Cranach d. J. aus der Sammlung Chillingworth befindet sich heute ebenso wie eine Kopfstudie aus dem Rembrandt-Umkreis im Metropolitan Museum of Art in New York, die Tafel mit Herkules bei Omphale von Hans Cranach im Museo Thyssen-Bornemisza in Madrid, Judith von Cranach d. Ä. in der Burrell Collection in Glasgow, sein Bildnis einer Stifterin in der Öffentlichen Kunstsammlung in Basel sowie Adam und Eva im Schleswig-Holsteinischen Landesmuseum in Schloss Gottorf. Der Pilger von Jan van Scorel befindet sich heute im Detroit Institute of Arts.

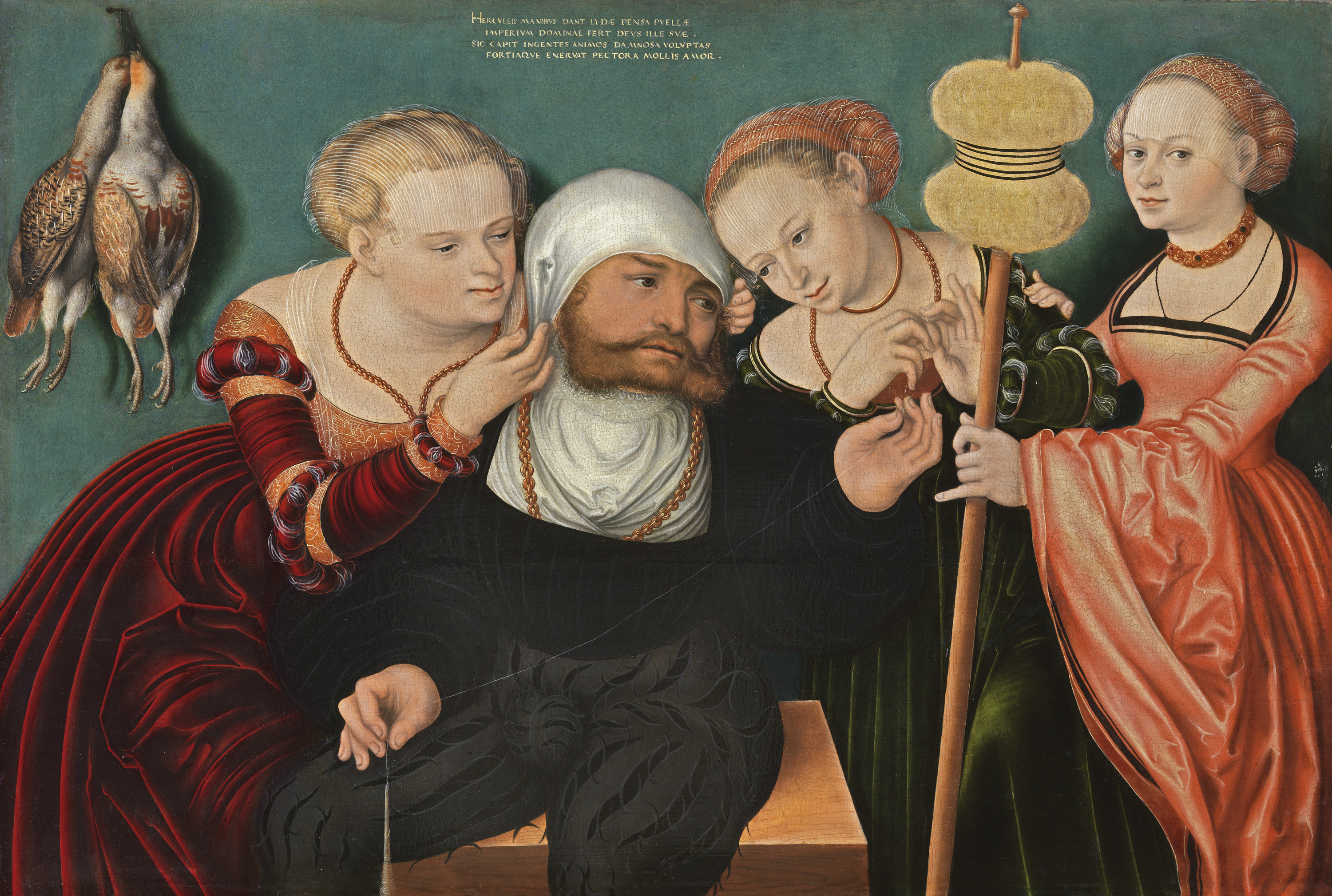
Hercules bei Omphale von Hans Cranach, heute im Museo Thyssen-Bornemisza in Madrid
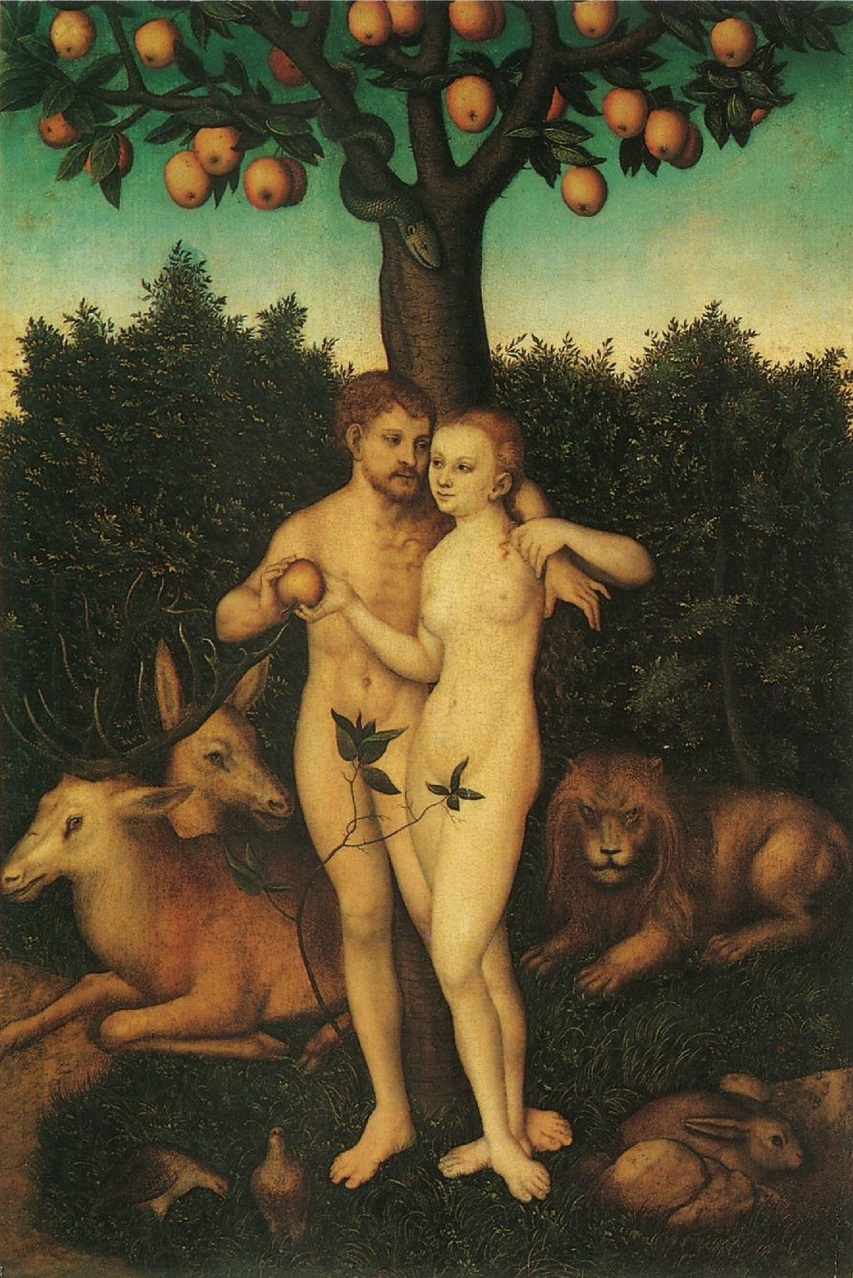
Adam und Eva von Lucas Cranach d. Ä., heute im Schloss Gottorf
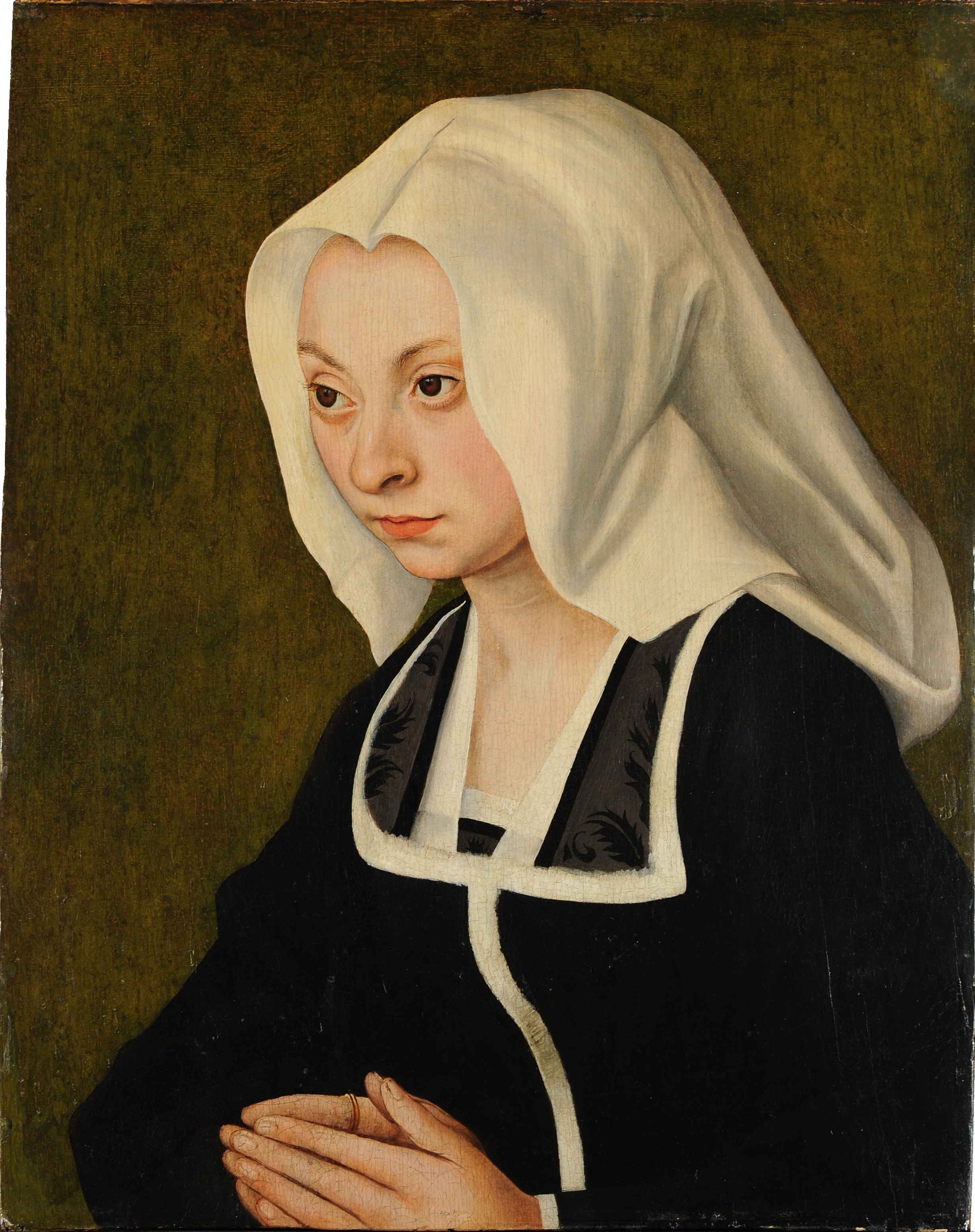
Bildnis einer Stifterin von Lucas Cranach d. Ä., heute im Kunstmuseum Basel
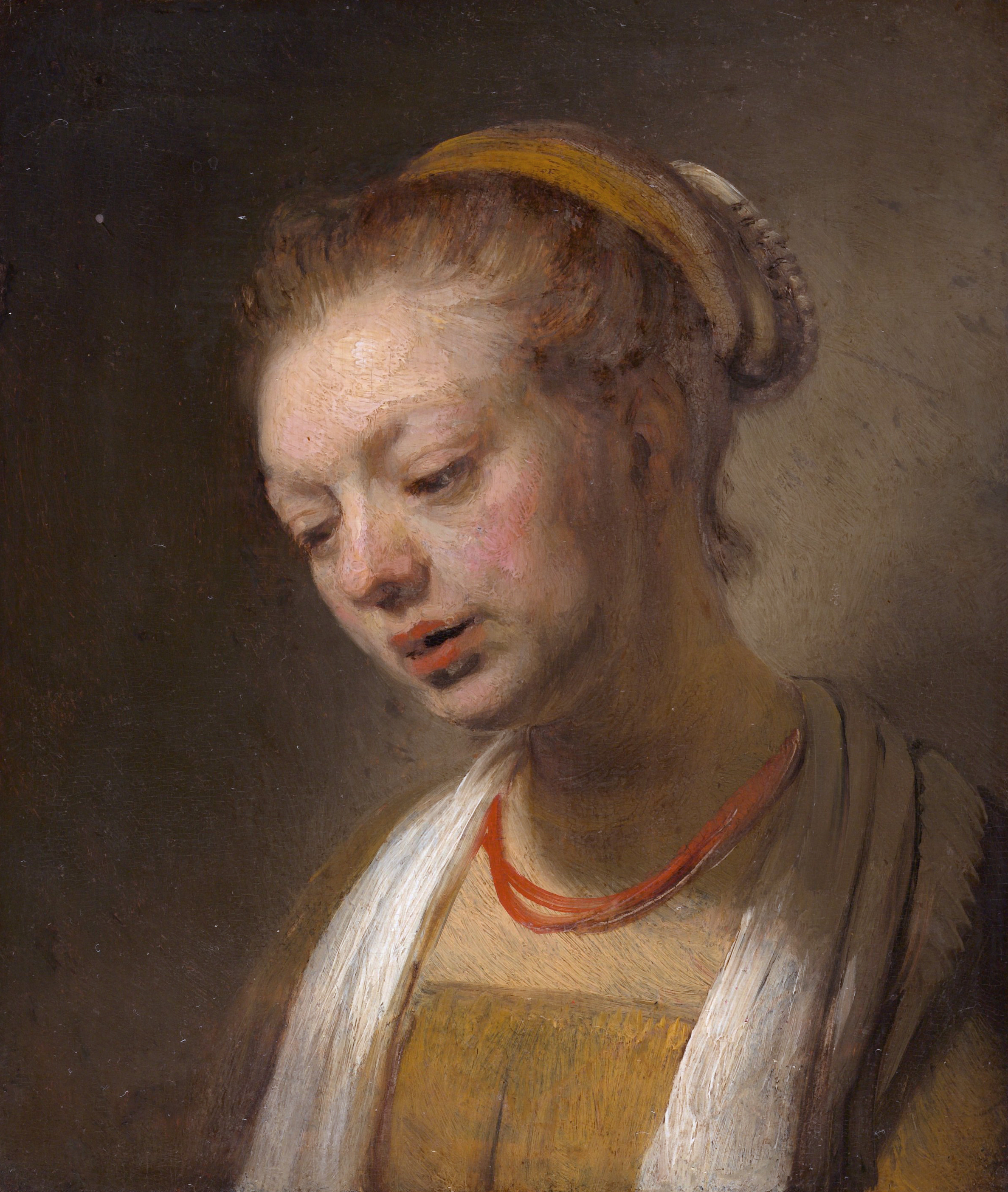
Tronie einer jungen Frau aus dem Rembrandt-Umkreis, heute im Metropolitan Museum of Art

## Heutige Nutzung
Bis 2017 beherbergte das Haus über 30 Jahre lang den Gastronomiebetrieb Villa, der über ein Restaurant, eine Bar, eine Lounge und einen Wintergarten verfügte. Ab 1998 waren in der Villa Chillingworth außerdem die Büroräume einer Nürnberger Werbe- und Kommunikationsagentur untergebracht. 2019 erfolgte der Abriss des Wintergartens sowie die umfassende Renovierung des Gebäudes nach denkmalschutzrechtlichen Vorgaben. Viele bauhistorische Elemente blieben erhalten und der Garten beherbergt eine der ältesten roten Rosskastanien in Nürnberg.
Das Gebäude wurde im Februar 2023 als Bürogebäude durch eine Wirtschaftskanzlei genutzt.